# Ljudmila Kondratjeva
Ljudmila Andrejevna Kondratjeva (rusko Людмила Андреевна Кондратьева), ruska atletinja, * 11. april 1958, Šahti, Sovjetska zveza.
Nastopila je na olimpijskih igrah v letih 1980 in 1988 ter osvojila naslov olimpijske prvakinje v teku na 100 m leta 1980 ter bronasto medaljo v štafeti 4×100 m leta 1988. Na evropskem prvenstvu leta 1978 je osvojila naslova prvakinje v teku na 200 m in štafeti 4×100 m.